# 落合太郎
落合 太郎（おちあい たろう、1886年8月13日 - 1969年9月24日）は、日本のフランス文学者。位階は正三位。奈良女子大学名誉教授。

## 経歴
出生から修学期
1886年、東京神田駿河台で生まれた。1892年、泰明小学校に入学し、学校では吉井勇と同級であった。1989年、東京府立第一中学校に入学したが、翌年肺炎を患ったことにより退学。また、翌1899年には母も死去。2年間の療養を経て明治学院普通部に入学し、卒業。1903年に第一高等学校予科第一部に入学。1908年に卒業し、東京帝国大学法科大学に入学したが、休学。新渡戸稲造に勧められ、京都帝国大学法科大学に転学した。1912年、赤塚季と結婚、また家督を相続した。翌1913年に卒業。
大学卒業後
卒業後は保険会社に勤務したものの、1916年に黒岩涙香が出資して長男・黒岩日出雄が経営していた米問屋のチェーン・ストア「増屋」の総支配人となった。しかし、翌年2月に増屋は倒産。1918年1月に童話集『こほろぎと象』を刊行後、同1918年12月から1922年5月まで、フランスに留学した。パリでは太宰施門と交流。
フランス語・フランス文学研究者として
帰国後、神戸高等商業学校講師に任じられ、国際法を担当した。その後、母校の京都大学講師に就いた。1931年、文学部助教授に昇格し、フランス語フランス文学を担当。1936年、学位論文『具体的言語と抽象的言語：言語学的文学論』を京都大学に提出して文学博士号を取得。1937年に教授に昇進し、それと同時に言語学教室に異動となった。1942年から1946年まで、文学部長を務めた。文学部長在任中には太平洋戦争から敗戦までと重なっており、敗戦後に連合国最高司令官総指令部により文部省を通して教員に対する適格審査が実施されると、文学部の教職員適格審査委員会委員長として対応にあたった。
第三高等学校・奈良学芸大学・奈良女子大学時代
1946年、第三高等学校校長に就任。同校は1949年に学制改革に伴い京都大学に包括され、1950年に最後の卒業生を送り出して消滅。落合は1949年に辞任し、同年5月国立学校設置法により新制大学として発足した奈良学芸大学（現在の奈良教育大学）および奈良女子大学の初代学長に就いた。以降、奈良学芸大学では1954年3月まで、奈良女子大学では4期務め1965年3月まで学長を務め辞任。
退任後は、静岡県伊東市八幡野に住んだ。1969年、自宅にて死去。

## 受賞・栄典
- 1965年：叙勲二等授旭日重光章。
- 1969年：叙正三位。

## 研究内容・業績
専門はフランス思想で、デカルト、モンテーニュなど17世紀のモラリストとその思想を主な研究対象とした。

## 家族・親族
- 父：落合代次郞はジャーナリスト。
- 妻：赤塚季
- 妻の弟：赤塚自得(赤塚平左衛門)は漆芸家。

## 著作
著書
- 『フランス語要理』鉄塔書院 1929[10]
- 『フランス文法』鉄塔書院 1931
- 『モンテーニュ』岩波書店「大教育家文庫」1937
  - 復刊1984

著作集
- 『落合太郎著作集』(全1巻) 筑摩書房 1971

訳書
- 『ギリシア・ラテン引用語辞典』田中秀央共編 岩波書店 1937
  - 新増補版 1963年
- 『デカルト選集 第1巻 方法叙説』創元社 1939 
  - 文庫化『方法序説』ルネ・デカルト著、岩波文庫 1953

- 『ポオル・ヴアレリイ全集』(全14巻) 辰野隆・鈴木信太郎共同監修、筑摩書房 1942-1947